# Provinz Punata
Punata ist eine von sechzehn Provinzen im zentralen Teil des Departamento Cochabamba im südamerikanischen Anden-Staat Bolivien.

## Lage
Die Provinz liegt am Südwestrand der bolivianischen Cordillera Oriental in unmittelbarer Nähe zur Großstadt Cochabamba. Sie grenzt im Nordwesten an die Provinz Chapare, im Westen an die Provinz Germán Jordán, im Süden an die Provinz Esteban Arce, im Südosten an die Provinz Mizque, im Osten an die Provinz Arani, und im Nordosten an die Provinz Tiraque.
Die Provinz erstreckt sich zwischen etwa 17° 27' und 17° 45' südlicher Breite und 66° 09' und 66° 23' westlicher Länge, ihre Ausdehnung von Westen nach Osten beträgt 20 Kilometer, von Norden nach Süden 35 Kilometer.

## Bevölkerung
Die Einwohnerzahl der Provinz Punata ist in den vergangenen drei Jahrzehnten um etwa ein Drittel angestiegen:
| Jahr | Einwohner | Quelle       |
| ---- | --------- | ------------ |
| 1992 | 47 402    | Volkszählung |
| 2001 | 47 735    | Volkszählung |
| 2012 | 54 409    | Volkszählung |
| 2024 | 61 382    | Volkszählung |

41,5 Prozent der Bevölkerung sind jünger als 15 Jahre, der Alphabetisierungsgrad in der Provinz beträgt 78,2 Prozent. (1992)
76,4 Prozent der Bevölkerung sprechen Spanisch, 94,3 Prozent sprechen Quechua, und 0,7 Prozent Aymara. (1992)
28,5 Prozent der Bevölkerung haben keinen Zugang zu Elektrizität, 76,4 Prozent leben ohne sanitäre Einrichtung (1992).
94,7 Prozent der Einwohner sind katholisch, 3,8 Prozent sind evangelisch (1992).

## Gliederung
Die Provinz Punata untergliederte sich bei der letzten Volkszählung von 2012 in die folgenden fünf Verwaltungsbezirke (bolivianisch: Municipios):
- 03-1401 Municipio Punata 34.813 Einwohner
- 03-1402 Municipio Villa Rivero 8.551 Einwohner
- 03-1403 Municipio San Benito 12.924 Einwohner
- 03-1404 Municipio Tacachi 1.276 Einwohner
- 03-1405 Municipio Cuchumuela 3.818 Einwohner

## Ortschaften in der Provinz Punata
- Municipio Punata
  - Punata 19.559 Einw.

- Municipio Villa Rivero
  - Villa Rivero 1858 Einw. – Aramasi 1750 Einw.

- Municipio San Benito
  - San Benito 4221 Einw. – Paracaya 4161 Einw. – San Benito (Sunchu Pampa) 4089 Einw. – San Lorenzo 989 Einw. – Sunchu Pampa 503 Einw.

- Municipio Tacachi
  - Tacachi 1198 Einw.

- Municipio Cuchumuela
  - Cuchumuela 627 Einw.